# Élections législatives de 1881 dans la Vienne
Les élections législatives de 1881 ont eu lieu les 21 août et 4 septembre.

## Députés élus
|   | Circonscription | Député sortant                         |  | Groupe parlementaire | Député élu                             |  | Groupe parlementaire |
| - | --------------- | -------------------------------------- |  | -------------------- | -------------------------------------- |  | -------------------- |
| 1 | Châtellerault   | Alfred Hérault                         |  | Centre gauche        | Alfred Hérault                         |  | Gauche républicaine  |
| 2 | Civray          | Gusman Serph                           |  | Centre droit         | Gusman Serph                           |  | Centre droit         |
| 3 | Montmorillon    | Jean-Marie Georges Girard de Soubeyran |  | Appel au peuple      | Maurice Demarçay                       |  | Gauche républicaine  |
| 4 | Loudun          | Louis-Evariste Robert de Beauchamp     |  | Appel au peuple      | Jean-Marie Georges Girard de Soubeyran |  | Appel au peuple      |
| 5 | 1re de Poitiers | Henri Salomon                          |  | Centre gauche        | Henri Salomon                          |  | Centre gauche        |
| 6 | 2e de Poitiers  | Ernest Cesbron                         |  | Appel au peuple      | François Pain                          |  | Appel au peuple      |

## Résultats à l'échelle du département
| Partis         | Partis                     | Premier tour | Premier tour | Sièges |
| Partis         | Partis                     | Voix         | %            | Sièges |
| -------------- | -------------------------- | ------------ | ------------ | ------ |
|                | Républicains modérés       | 34 053       | 49,58        | 2      |
|                | Bonapartistes              | 20 937       | 30,48        | 2      |
|                | Républicains conservateurs | 7 325        | 10,66        | 1      |
|                | Centre droit               | 6 192        | 9,02         | 1      |
|                | Socialistes                | 177          | 0,26         | 0      |
|                |                            |              |              |        |
| Inscrits       | Inscrits                   | 99 399       | 100,00       | 6      |
| Votants        | Votants                    | 73 213       | 73,66        |        |
| Abstentions    | Abstentions                | 26 186       | 26,34        |        |
| Blancs et nuls | Blancs et nuls             | 6 529        | 6,19         |        |
| Exprimés       | Exprimés                   | 68 684       | 93,81        |        |

## Résultats par arrondissement

### Arrondissement de Châtellerault
| Candidat       | Candidat       | Parti              | Premier tour | Premier tour |
| Candidat       | Candidat       | Parti              | Voix         | %            |
| -------------- | -------------- | ------------------ | ------------ | ------------ |
|                | Alfred Hérault | Républicain modéré | 9 828        | 98,23        |
|                | Massard        | Socialiste         | 177          | 1,77         |
|                |                |                    |              |              |
| Inscrits       | Inscrits       | Inscrits           | 18 771       | 100,00       |
| Votants        | Votants        | Votants            | 11 765       | 62,68        |
| Abstention     | Abstention     | Abstention         | 7 006        | 37,32        |
| Blancs et nuls | Blancs et nuls | Blancs et nuls     | 1 760        | 14,96        |
| Exprimés       | Exprimés       | Exprimés           | 10 005       | 85,04        |

### Arrondissement de Civray
| Candidat       | Candidat       | Parti              | Premier tour | Premier tour |
| Candidat       | Candidat       | Parti              | Voix         | %            |
| -------------- | -------------- | ------------------ | ------------ | ------------ |
|                | Gusman Serph   | Centre droit       | 6 192        | 51,77        |
|                | Merceron       | Républicain modéré | 5 769        | 48,23        |
|                |                |                    |              |              |
| Inscrits       | Inscrits       | Inscrits           | 14 917       | 100,00       |
| Votants        | Votants        | Votants            | 12 039       | 80,71        |
| Abstention     | Abstention     | Abstention         | 2 878        | 19,29        |
| Blancs et nuls | Blancs et nuls | Blancs et nuls     | 78           | 0,65         |
| Exprimés       | Exprimés       | Exprimés           | 11 961       | 99,35        |

### Arrondissement de Montmorillon
| Candidat       | Candidat            | Parti              | Premier tour | Premier tour |
| Candidat       | Candidat            | Parti              | Voix         | %            |
| -------------- | ------------------- | ------------------ | ------------ | ------------ |
|                | Maurice Demarçay    | Républicain modéré | 7 951        | 50,45        |
|                | Robert de Beauchamp | Bonapartiste       | 7 810        | 49,55        |
|                |                     |                    |              |              |
| Inscrits       | Inscrits            | Inscrits           | 19 652       | 100,00       |
| Votants        | Votants             | Votants            | 15 820       | 80,50        |
| Abstention     | Abstention          | Abstention         | 3 832        | 19,50        |
| Blancs et nuls | Blancs et nuls      | Blancs et nuls     | 59           | 0,37         |
| Exprimés       | Exprimés            | Exprimés           | 15 761       | 99,63        |

### Arrondissement de Loudun
| Candidat       | Candidat                               | Parti              | Premier tour | Premier tour |
| Candidat       | Candidat                               | Parti              | Voix         | %            |
| -------------- | -------------------------------------- | ------------------ | ------------ | ------------ |
|                | Jean-Marie Georges Girard de Soubeyran | Bonapartiste       | 5 818        | 63,77        |
|                | Cacault                                | Républicain modéré | 3 306        | 36,23        |
|                |                                        |                    |              |              |
| Inscrits       | Inscrits                               | Inscrits           | 10 947       | 100,00       |
| Votants        | Votants                                | Votants            | 9 201        | 84,05        |
| Abstention     | Abstention                             | Abstention         | 1 746        | 15,95        |
| Blancs et nuls | Blancs et nuls                         | Blancs et nuls     | 77           | 0,84         |
| Exprimés       | Exprimés                               | Exprimés           | 9 124        | 99,16        |

### Arrondissement de Poitiers

#### 1recirconscription
| Candidat       | Candidat       | Parti                    | Premier tour | Premier tour |
| Candidat       | Candidat       | Parti                    | Voix         | %            |
| -------------- | -------------- | ------------------------ | ------------ | ------------ |
|                | Henri Salomon  | Républicain conservateur | 7 325        | 100,00       |
|                |                |                          |              |              |
| Inscrits       | Inscrits       | Inscrits                 | 16 763       | 100,00       |
| Votants        | Votants        | Votants                  | 9 779        | 58,34        |
| Abstention     | Abstention     | Abstention               | 6 984        | 41,66        |
| Blancs et nuls | Blancs et nuls | Blancs et nuls           | 2 454        | 25,09        |
| Exprimés       | Exprimés       | Exprimés                 | 7 325        | 74,91        |

#### 2ecirconscription
| Candidat       | Candidat       | Parti              | Premier tour | Premier tour |
| Candidat       | Candidat       | Parti              | Voix         | %            |
| -------------- | -------------- | ------------------ | ------------ | ------------ |
|                | François Pain  | Bonapartiste       | 7 309        | 50,38        |
|                | Marquet        | Républicain modéré | 7 199        | 49,62        |
|                |                |                    |              |              |
| Inscrits       | Inscrits       | Inscrits           | 18 349       | 100,00       |
| Votants        | Votants        | Votants            | 14 609       | 79,62        |
| Abstention     | Abstention     | Abstention         | 3 740        | 20,38        |
| Blancs et nuls | Blancs et nuls | Blancs et nuls     | 101          | 0,69         |
| Exprimés       | Exprimés       | Exprimés           | 14 508       | 99,31        |